# Avro 560
Die Avro 560 war ein verhältnismäßig kleines einsitziges Flugzeug des britischen Herstellers Avro, von Firmenchef Alliott Verdon Roe persönlich entwickelt für eine Ausdauer-Veranstaltung für kleine Flugzeuge, die in der Zeit vom 8.–13. Oktober 1923 in Lympne stattfand.

## Geschichte
Avro-Chefkonstrukteur Roy Chadwick baute für dieselbe Veranstaltung den Doppeldecker Avro 558. Im Gegensatz zu Chadwicks Entwurf war Roes Avro 560 als Eindecker ausgelegt. Die konsequent leichtgehaltene Konstruktion wurde von einem luftgekühlten Blackburn-Tomtit-Motor – einem V-Twin – angetrieben.
Ursprünglich hatte Roe geplant, die Maschine im Wettbewerb je nach Aufgabenstellung mit zwei unterschiedlich langen Tragflächen auszustatten, doch die Wettbewerbsregeln verboten dies. Nach dem Wettbewerb wurde die Maschine umgerüstet und von Avro-Cheftestpilot Bert Hinkler mit den kleineren Flächen geflogen.
Da das britische Luftfahrtministerium auf der Suche nach einem kleinen und kostengünstigen Schul- und Verbindungsflugzeug war, stattete man die 560 bei Avro mit einem weiterentwickelten Tomtit-Motor und einem Fahrwerk (ursprünglich im ersten Exemplar der Avro 558 verwendet) aus und stellte die Maschine dem Ministerium für Tests zur Verfügung. Nach diesen Tests entschied sich die britische Luftwaffe jedoch für das Konkurrenzprodukt De Havilland DH.53 Humming Bird, daher blieb es bei dem einzigen gebauten Exemplar der Avro 560.
Mit dem Bau eines weiteren leichten Eindeckers mit der Typenbezeichnung Avro 549 wurde zwar begonnen, das Flugzeug wurde aber nie vollendet.

## Aufbau
Die Avro 560 war ein Eindecker mit einem stoffbespannten Holzrumpf, auch die durchgehende Tragflächenkonstruktion mit Querrudern war stoffbespannt. Das Fahrwerk bestand aus zwei leichten Holzrädern mit Gummistoßdämpfern sowie einem starren Hecksporn.

## Technische Daten (soweit bekannt)
| Kenngröße       | Daten                                            |
| --------------- | ------------------------------------------------ |
| Besatzung       | ein Pilot                                        |
| Länge           | 6,40 m                                           |
| Spannweite      | 10,97 m                                          |
| Flügelfläche    | 12,83 m²                                         |
| Flügelstreckung | 9,4                                              |
| Leermasse       | 129,27 kg                                        |
| max. Startmasse | 213,64 kg                                        |
| Antrieb         | ein luftgekühlter 698-cm³-Motor Blackburn Tomtit |